# Jill Cooper
Jill Elizabeth Cooper (Wichita, 21 agosto 1968) è una conduttrice televisiva, personaggio televisivo e opinionista statunitense naturalizzata italiana.
Nota al pubblico fin dagli anni duemila grazie alla conduzione di televendite per prodotti sportivi, ha partecipato a svariate produzioni televisive in qualità di personal trainer e partecipando a rubriche legate a tematiche sportive. Parallelamente, ha pubblicato libri dedicati all'argomento e ideato un marchio di abbigliamento sportivo.

## Biografia

### Origini e formazione
Nata a Wichita, in Kansas (Stati Uniti d'America), vive in Italia, a Roma, sin dalla giovinezza. È stata allieva della Tisch School of the Arts presso la New York University e ha poi studiato al Circle in the Square. All'età di ventidue anni si è laureata in International Business, a Roma presso l'American University of Rome.7
Ha lavorato come personal trainer per personaggi come Paola Barale, Maria De Filippi, Alessia Marcuzzi, Pamela Prati, Melba Ruffo, Paola Perego e Wendy Windham.

### Televisione
Ha iniziato la sua carriera televisiva come valletta: in due anni lavora per nove trasmissioni diverse, sia per Rai che per Mediaset.
Dal 2001 è stata insegnante di fitness per la prima e seconda edizione di Amici (la prima si chiamava ancora Saranno famosi). Sempre con il ruolo di personal trainer, ha tenuto nel corso degli anni diverse rubriche e condotto degli spazi sulla tematica del fitness e dello sport in trasmissioni come Unomattina Week-end e Detto fatto, diventando per diversi anni il volto delle televendite per prodotti legati allo sport nelle emittenti Home Shopping Europe, Mediashopping e HSE24. Ha anche condotto una sua trasmissione di fitness su For You. Grazie alla notorietà raggiunta, ha curato una collana di DVD tematici per Donna Moderna.
Dal 2011 è stata per alcune edizioni la personal trainer dei concorrenti del Grande Fratello, che allenava settimanalmente con esercizi di fitness.
Dal novembre 2014 è approdata ad Agon Channel dove è stata trainer coach del reality show My Bodyguard, che forma il vincitore alla professione di guardia del corpo specializzata, ricoprendo anche il ruolo di opinionista. Nel 2017 ha fatto parte del cast della sesta edizione di Pechino Express, in coppia con Antonella Elia, formando così la coppia delle "Caporali". Nel 2023 partecipa al Grande Fratello.
Nel corso della sua carriera ha scritto diversi libri dedicati al benessere del corpo e all'esercizio fisico. Nel 2003 è uscito Conquista il tuo corpo. Riprendi potere sul fisico per riprendere potere nella vita, seguito da Centouno modi per essere sani, belli e con un corpo mozzafiato senza rinunciare ai piaceri della vita, pubblicato nel 2008.  Del 2009 è Il modo più facile per combattere la cellulite. L'editore è sempre Newton Compton Editori. Parallelamente alle altre attività, insieme ad Alessandro Carbone, ha creato il marchio d'abbigliamento sportivo Coalsport.Com Sport e SuperJump.

## Vita privata
Dal suo primo matrimonio Jill Cooper ha avuto una figlia di nome Veronica. Nel 2007 si è risposata con Alessandro Carbone nella chiesa battista di Roma, in piazza San Lorenzo in Lucina.